# 37.º Prêmio Jabuti
O 37º Prêmio Jabuti foi realizado em 1995, premiando obras literárias referentes a lançamentos de 1994.

## Prêmios
Os premiados foram:
- Jorge Amado, João Silvério Trevisan e José Roberto Torero, Romance
- Dalton Trevisan, Regina Rheda e Victor Giudice, Contos/Crônicas/Novelas
- Ivan Junqueira, Bruno Tolentino e Paulo Leminski, Poesia
- José Atílio Vanin, Ricardo Araújo, e José Castello, Estudos Literários (Ensaios)
- Fulvia Moretto, Eric Nepomuceno e Augusto de Campos,  Tradução
- Mirna Pinsky, Angela Lago e Sérgio Capparelli, Literatura Infantil/Juvenil
- Cristovam Buarque, Annateresa Fabris e Alcir Pecora, Ciências Humanas (exceto Letras)
- Antonio P. Barreto/Amanda Sousa, Nelson Papavero e Maria Lea Salgado Labouriau, Ciências Naturais
- Nelson Fiedler Ferrara/Carmen Cintra do Prado, Luiz de Queiroz Orsini e Cacilda Teixeira Costa, Ciências Exatas e Tecnologia
- Paulo Sandroni, Stephen Charles Kanitz e José Roberto Saviani, Economia, Administração e Negócios
- Rui de Oliveira, Eva Furnari e Ângela Lago, Ilustrações
- Leonardo Gomes, Victor Burton e Edmundo França, Capista
- Fani Bracher, Ana Moraes e Boris Kossoy/Maria Carneiro, Melhor Produção Editorial (Livro Texto)
- Orlando Villas Boas/Cláudio Villas-Bôas, Zuenir Ventura e Elvis Bonassa/Fernando Rodrigues/Gustavo Krieger, Reportagem
- Marilena Chaui, Boris Fausto e Maria Setubal/Beatriz Lomonaco/Isabel Brunsizian, Didático

## Ver Também
- Prêmio Prometheus
- Os 100 livros Que mais Influenciaram a Humanidade
- Nobel de Literatura